# Macrosiphum pechumani
Macrosiphum pechumani är en insektsart som beskrevs av Macgillivray 1966. Macrosiphum pechumani ingår i släktet Macrosiphum och familjen långrörsbladlöss. Inga underarter finns listade i Catalogue of Life.